# Аркушопідбиральна машина
Аркушепідбира́льна маши́на — машина, яка застосовується в поліграфічному виробництві для комплектування сфальцьованих друкарських аркушів (зошитів) у блоки.
Найпоширеніші аркушепідбиральна машини — автомати з горизонтальним транспортером, що рухається вздовж магазинів, в які закладено аркуші. Аркуші з магазинів подаються знизу, що дає можливість заповнювати магазини під час роботи аркушепідбиральної машини.
Для забезпечення комплектності блоків в аркушепідбиральних машинах встановлено контрольно-блокувальні пристрої, які зупиняють машину і подають сигнал з відповідної секції про неполадки в самонакладанні аркушів.
За кожний робочий цикл аркушепідбиральна машина комплектує один блок.